# Megascops watsonii
Corujinha-amazónica ou corujinha-orelhuda (Megascops watsonii), também conhecida como corujinha-das-guianas, é uma espécie de ave da família Strigidae.
Pode ser encontrada no interior da Amazônia nos seguintes países: Bolívia, Brasil, Colômbia, Equador, Guiana Francesa, Guiana, Peru, Suriname e Venezuela.
Tais aves medem cerca de 22 cm de comprimento, com plumagem escura e penachos longos e eriçados nos lados da cabeça. Também são conhecidas pelo nome de corujinha-amazônica.
Os seus habitats naturais são: florestas subtropicais ou tropicais húmidas de baixa altitude e pântanos subtropicais ou tropicais.